# Aisonville-et-Bernoville
Aisonville-et-Bernoville – miejscowość i gmina we Francji, w regionie Hauts-de-France, w departamencie Aisne.
Według danych na styczeń 2014 roku gminę zamieszkiwało 288 osób, a gęstość zaludnienia wynosiła 33 osoby/km².